# Lettre de majesté de Rodolphe II

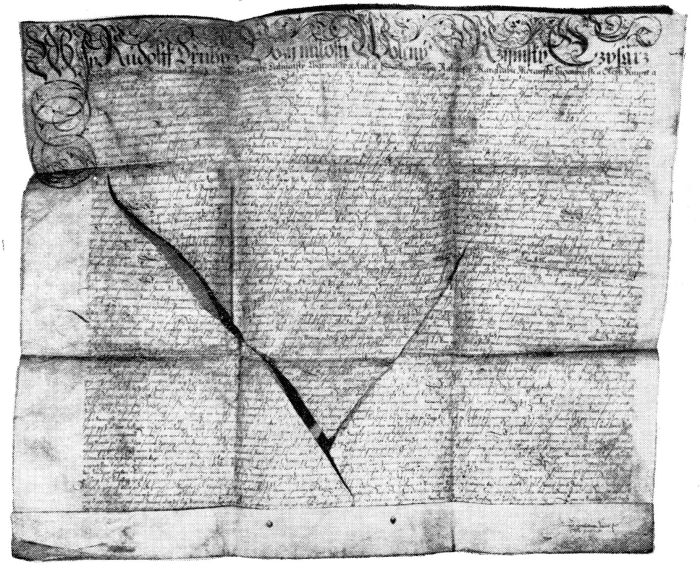
La Lettre de Majesté.

La Lettre de Majesté (en allemand : Majestätsbrief) du 9 juillet 1609 est une décision de l'empereur Rodolphe II octroyant la liberté religieuse aux sujets protestants de son royaume de Bohême. Ce texte déroge au principe cujus regio, ejus religio (« tel prince, telle religion »), qui était de mise dans le Saint-Empire romain depuis la paix d'Augsbourg de 1555. Il organise au contraire la coexistence confessionnelle sur un même territoire, un peu comme le prescrit l'Édit de Nantes en France.

## Contexte
La promulgation de la Lettre de Majesté s'inscrit dans un contexte politique agité. Rodolphe II, issu de la dynastie des Habsbourg, s'est initialement attaché à adopter et faire appliquer des mesures de la Contre-Réforme ; toutefois, atteint de troubles mentaux, il délaissait l'exercice du gouvernement et laissait toute liberté à un « parti espagnol », présent au sein de la haute administration, pour manœuvrer. 
Matthias, le frère cadet de l'empereur, prit la tête d'une fronde des milieux dirigeants, se fit élire roi de Hongrie et margrave de Moravie, et voulut pousser l'empereur à l'abdication. Les États de Bohême, attachés aux libertés politiques du royaume, apportèrent leur soutien à Rodolphe, mais cherchèrent à le monnayer contre une reconnaissance formelle de la Confessio Bohemica élaborée en 1575. Après plusieurs refus, le 9 juillet 1609, l'empereur sanctionna la Confession et établit la liberté religieuse pour les sujets du royaume de Bohême.

## Contenu
Alors que la tendance était nettement à la reconquête catholique, notamment au sein des élites, la Lettre de Majesté apparaît comme une revanche inespérée sur les catholiques. Elle donne la liberté religieuse aux sujets de Bohême, mais également aux régnicoles. La construction de temples est autorisée. L'Église protestante reçoit une organisation institutionnelle officielle, avec la reconnaissance d'un consistoire à Prague pouvant désigner et consacrer les pasteurs utraquistes. L'université de Prague est confiée aux protestants, qui reçoivent également des garanties juridiques avec la nomination de Défenseurs chargés de faire respecter la Lettre de Majesté.
La Lettre de Majesté donnait certes des garanties au parti protestant, mais ne réglait pas le différend dynastique entre Rodolphe II et Matthias, et présentait bien des zones sujettes à interprétation. Les conflits locaux avec les catholiques ne cessèrent pas. Le camp protestant était par ailleurs divisé entre utraquistes et Frères Moraves, qui se disputaient les bâtiments de culte. Le compromis était donc fragile et ne résista pas longtemps. La tolérance prescrite ne fut jamais réellement effective, et les incidents entre confessions se multiplièrent, menant finalement à la Défenestration de Prague et au déclenchement de la guerre de Trente Ans en 1618.
En 1620, au lendemain de la bataille de la Montagne Blanche, l'acte original de la Lettre de Majesté fut lacéré de deux coups de poignard par l'empereur Ferdinand II, geste qui signe la fin du régime de tolérance religieuse en Bohême.